# 1000-km-Rennen von Hockenheim 1985

Streckenlayout des Hockenheimrings 1985

Das 1000-km-Rennen von Hockenheim 1985, auch 31. Int. ADAC-1000-km-Rennen und die Duschfrisch Trophy (FIA-Langstrecken-Weltmeisterschaft für Teams und Fahrer), Hockenheim, fand am 14. Juli auf dem Hockenheimring statt und war der fünfte Wertungslauf der Sportwagen-Weltmeisterschaft dieses Jahres.

## Das Rennen
Da 1985 der Große Preis von Deutschland (Sieger Michele Alboreto im Ferrari 156/85) zum ersten Mal seit 1976 wieder auf dem Nürburgring stattfand, verlegte der ADAC als Ausrichter das 1000-km-Rennen als Ausgleich auf den Hockenheimring. Das Rennen war auf der am 29. Mai 1932 als Teststrecke eröffneten Rennbahn bereits der zweite Wertungslauf im Rahmen der Sportwagen-Weltmeisterschaft. 1977 gewannen Bob Wollek und John Fitzpatrick auf einem Kremer-Porsche 935 das 6-Stunden-Rennen. 
Unter besonderem Druck stand Lancia-Rennleiter Cesare Fiorio. Die Geschäftsleitung des Turiner Automobilherstellers verlangte Erfolge und machte den weiteren Verbleib in der Weltmeisterschaft von einem Rennsieg abhängig. Mit dem in die Jahre gekommenen Lancia LC2 war diese Vorgabe gegen die starke Konkurrenz von Porsche nicht zu verwirklichen. Fiorio gelang es, der Lancia-Führung zumindest die Zusage zur Teilnahme an beiden nach Hockenheim noch ausstehenden europäischen Langstreckenrennen in Spa und Brands Hatch abzuringen. Diese Zusage war jedoch mit einer Platzierung in den Punkterängen verbunden. Nicht am Start waren die beiden von Tom Walkinshaws Rennteam eingesetzten Jaguar XJR-6. Offizielle Begründung für das Fernbleiben war ein Mangel an Ersatzteilen. Auch das Sauber-Team verzichtete auf eine Teilnahme, weil der nach einem Trainingsunfall in Le Mans schwer beschädigte C8 noch nicht einsatzbereit war. 
Wie im Vorfeld erwartet, sorgte die schnelle Hockenheim-Rennstrecke, auf der Durchschnittsgeschwindigkeiten über 200 km/h gefahren wurden, für viele Ausfälle. Ein schwerer Zwischenfall ereignete sich in der Box der Porsche-Werksmannschaft. Beim ersten Tankstopp von Jacky Ickx war Benzin übergelaufen, das sich an den heißen Turboladern entzündete. Obwohl das Feuer rasch gelöscht wurde und Ickx weiterfahren konnte, gab es zwei Verletzte. Rennleiter Norbert Singer und Motorentechniker Helmut Schmid erlitten Verbrennungen und mussten zur Behandlung in die Berufsgenossenschaftliche Unfallklinik Ludwigshafen geflogen werden. 
Überraschenderweise erwiesen sich die beiden Werks-Lancia als ebenbürtige Gegner der Porsche-Teams. Nach dem Ausfall von Stefan Bellof im Brun-Porsche 956B (der Wagen musste abgestellt werden, weil sich Wasser im Benzintank befand) führte Riccardo Patrese im Lancia. Den zweiten Rang verloren er und sein Partner Alessandro Nannini wenige Minuten vor dem Rennende, als der Wagen ohne Treibstoff ausrollte. Das Rennen gewannen Hans-Joachim Stuck und Derek Bell im Werks-Porsche 962 C 40 Sekunden vor Oscar Larrauri und Massimo Sigala im zweiten Brun-Porsche. Die Ehre von Lancia retteten Mauro Baldi und Bob Wollek mit dem vierten Gesamtrang.

## Ergebnisse

### Schlussklassement
| 1                  | C1  | 2   | Rothmans Porsche             | Hans-Joachim Stuck Derek Bell                              | Porsche 962C    | 147 |
| 2                  | C1  | 18  | Brun Motorsport              | Oscar Larrauri Massimo Sigala                              | Porsche 956     | 147 |
| 3                  | C1  | 7   | New Man-Joest-Racing         | Klaus Ludwig Paolo Barilla                                 | Porsche 956B    | 145 |
| 4                  | C1  | 5   | Martini Lancia               | Mauro Baldi Bob Wollek                                     | Lancia LC2-85   | 145 |
| 5                  | C1  | 14  | Richard Lloyd-Racing         | Jonathan Palmer David Hobbs                                | Porsche 956 GTi | 143 |
| 6                  | C1  | 20  | Brun Motorsport              | Gerhard Berger Walter Brun                                 | Porsche 956     | 142 |
| 7                  | C1  | 26  | Obermaier-Racing GmbH        | Hervé Regout Jürgen Lässig Jesús Pareja                    | Porsche 956     | 136 |
| 8                  | C2  | 79  | Ecurie Ecosse                | Ray Mallock David Leslie Mike Wilds                        | Ecosse C285     | 134 |
| 9                  | C2  | 70  | Spice Engineering            | Ray Bellm Gordon Spice                                     | Spice-Tiga GC85 | 132 |
| 10                 | C2  | 80  | Carma F.F. S.R.L.            | Carlo Facetti Martino Finotto Lucio Cesario                | Alba AR6        | 131 |
| 11                 | B   | 151 | Sportwagencenter D. Oster    | Edgar Dören Helmut Gall Uwe Reich                          | BMW M1          | 125 |
| 12                 | B   | 153 | Bäuerle Farben Team          | Rolf Göring Claude Haldi Michael Krankenberg               | BMW M1          | 122 |
| 13                 | C2  | 88  | Arthur Hough Pressings       | David Andrews Max Payne                                    | Ceekar 83J-1    | 119 |
| 14                 | C2  | 90  | Jens Winther                 | David Mercer Jens Winther Martin Birrane                   | URD C83         | 118 |
| 15                 | B   | 158 | Vogelsang Automobile GmbH    | Kurt König Harald Grohs                                    | BMW M1          | 109 |
| 16                 | C2  | 100 | John Bartlett-Chevron Racing | Richard Jones Max Cohen-Olivar Robin Smith                 | Chevron B62     | 96  |
| Nicht klassiert    |     |     |                              |                                                            |                 |     |
| 17                 | C1  | 46  | Kumsan-Tiger-Team            | Jan Thoelke Harald Becker                                  | Zakspeed C1/8   | 77  |
| 18                 | C2  | 99  | R. B. Promotions Ltd.        | Mike Kimpton Paul Smith Roy Baker                          | Tiga GC284      | 72  |
| Ausgefallen        |     |     |                              |                                                            |                 |     |
| 19                 | C1  | 4   | Martini Lancia               | Riccardo Patrese Alessandro Nannini                        | Lancia LC2-85   | 143 |
| 20                 | C1  | 1   | Rothmans Porsche             | Jochen Mass Jacky Ickx                                     | Porsche 962C    | 122 |
| 21                 | C1  | 34  | Cosmic Racing Promotions     | Mikael Nabrink Costas Los Christian Danner                 | March 84G       | 118 |
| 22                 | C1  | 19  | Brun Motorsport              | Stefan Bellof Thierry Boutsen                              | Porsche 956B    | 99  |
| 23                 | C1  | 9   | Porsche Kremer Racing        | Manfred Winkelhock Marc Surer                              | Porsche 962C    | 86  |
| 24                 | C2  | 81  | Carma F.F. S.R.L.            | Jean-Pierre Frey Marco Vanoli                              | Alba AR2        | 81  |
| 25                 | C2  | 72  | Sachs-Sporting               | Miroslav Adámek Walter Lechner Günther Gebhardt            | Gebhardt JC843  | 75  |
| 26                 | C2  | 105 | Jens Nykjaer                 | Jens Nykjaer Holger Knudsen                                | Nykjaer         | 59  |
| 27                 | C1  | 8   | New Man-Joest-Racing         | Franz Konrad Louis Krages Volker Weidler                   | Porsche 956     | 55  |
| 28                 | C1  | 10  | Porsche Kremer Racing        | Klaus Niedzwiedz Kees Kroesemeijer                         | Porsche 956     | 55  |
| 29                 | C1  | 98  | R. B. Promotions Ltd.        | Will Hoy Thorkild Thyrring                                 | Tiga GC285      | 54  |
| 30                 | C2  | 104 | Blanchet-Locatop             | Hubert Striebig Michel Dubois Noël del Bello               | Rondeau M379C   | 38  |
| 31                 | C2  | 82  | Grifo Autoracing             | Pasquale Barberio Paolo Giangrossi Maurizio Gellini        | Alba AR3        | 36  |
| 32                 | GTX | 171 | Vittorio Coggiola            | Angelo Pallavicini Luigi Taverna Vittorio Coggiola         | Porsche 935     | 31  |
| 33                 | C2  | 74  | Team Labatt                  | Frank Jelinski John Graham Manuel Reuter                   | Gebhardt JC853  | 24  |
| 34                 | C2  | 93  | Louis Descartes              | Jacques Heuclin Louis Descartes                            | ALD 01          | 21  |
| 35                 | C1  | 24  | Cheetah Automobiles          | Tiff Needell John Cooper                                   | Cheetah G604    | 9   |
| 36                 | C2  | 102 | Motorsportclub Wasserburg    | Martin Wagenstetter Kurt Hild                              | Lotec C302      | 9   |
| Nicht qualifiziert |     |     |                              |                                                            |                 |     |
| 37                 | C2  | 97  | Strandell Motors             | Martin Schanche Stanley Dickens                            | Strandell 85    | 1   |
| Nicht qualifiziert |     |     |                              |                                                            |                 |     |
| 38                 | C1  | 1T  | Rothmans Porsche             | Hans-Joachim Stuck Derek Bell Jochen Mass Jacky Ickx       | Porsche 956     | 2   |
| 39                 | C1  | 5T  | Martini Racing               | Riccardo Patrese Alessandro Nannini Bob Wollek Mauro Baldi | Lancia LC2      | 3   |

1 nicht qualifiziert
2 Trainingswagen
3 Trainingswagen

### Nur in der Meldeliste
Hier finden sich Teams, Fahrer und Fahrzeuge, die ursprünglich für das Rennen gemeldet waren, aber aus den unterschiedlichsten Gründen daran nicht teilnahmen.
| Pos. | Klasse | Nr. | Team                    | Fahrer                                   | Chassis        |
| ---- | ------ | --- | ----------------------- | ---------------------------------------- | -------------- |
| 40   | C1     |     | Sauber Racing           | Dieter Quester John Nielsen              | Sauber C8      |
| 41   | C1     | 32  | Dorset Racing           | Tony Birchenhough Martin Birrane         | Dome RC83      |
| 42   | C1     | 51  | TWR Jaguar              | Martin Brundle Mike Thackwell Hans Heyer | Jaguar XJR-6   |
| 43   | C1     | 52  | TWR Jaguar              | Hans Heyer Tom Walkinshaw                | Jaguar XJR-6   |
| 44   | C1     | 55  | John Fitzpatrick Racing |                                          | Porsche 956    |
| 45   | C2     | 73  | Sachs-Sporting          | Günther Gebhardt                         | Gebhardt JC843 |
| 46   | C2     | 102 | AK Donit Olimpia        | Francy Jeranćić                          | Lola T60       |

### Klassensieger
| Klasse | Fahrer                  | Fahrer       | Fahrer     | Fahrzeug     | Platzierung im Gesamtklassement |
| ------ | ----------------------- | ------------ | ---------- | ------------ | ------------------------------- |
| C1     | Hans-Joachim Stuck      | Derek Bell   |            | Porsche 962C | Gesamtsieg                      |
| C2     | Ray Mallock             | David Leslie | Mike Wilds | Ecosse C285  | Rang 8                          |
| B      | Edgar Dören             | Helmut Gall  | Uwe Reich  | BMW M1       | Rang 11                         |
| GTX    | kein Teilnehmer im Ziel |              |            |              |                                 |

### Renndaten
- Gemeldet: 46
- Gestartet: 36
- Gewertet: 16
- Rennklassen: 4
- Zuschauer: 10.000
- Wetter am Renntag: heiß und trocken
- Streckenlänge: 6,797 km
- Fahrzeit des Siegerteams: 5:23:00,680 Stunden
- Gesamtrunden des Siegerteams: 147
- Gesamtdistanz des Siegerteams: 999,218 km
- Siegerschnitt: 185,607 km/h
- Pole Position: Jochen Mass – Porsche 962C (#1) – 1:55,180 = 212,456 km/h
- Schnellste Rennrunde: Stefan Bellof – Porsche 956B (#19) – 2:00,660 = 202,807 km/h
- Rennserie: 5. Lauf zur Sportwagen-Weltmeisterschaft 1985